# Critérium du Dauphiné libéré 1979
La 31e édition du Critérium du Dauphiné libéré a eu lieu du 21 mai au 28 mai 1979. Elle a été remportée par le Français Bernard Hinault dont c'est la deuxième victoire dans l'épreuve après celle de 1977. Vainqueur de quatre étapes, il devance de plus de dix et onze minutes au classement général Henk Lubberding et Francisco Galdos. Dominateur, Bernard Hinault remporte également les classements par points et de la montagne. 

## Classement général final
| Rang | Vainqueur                | Équipe | Pays     | Temps           |
| ---- | ------------------------ | ------ | -------- | --------------- |
| 1er  | Bernard Hinault          |        | France   | 37 h 6 min 26 s |
| 2e   | Henk Lubberding          |        | Pays-Bas | 10 min 27 s     |
| 3e   | Francisco Galdos         |        | Espagne  | 11 min 56 s     |
| 4e   | Gianbattista Baronchelli |        | Italie   | 12 min 43 s     |
| 5e   | Jo Maas                  |        | Pays-Bas | 14 min 1 s      |
| 6e   | Joaquim Agostinho        |        | Portugal | 14 min 5 s      |
| 7e   | Jean-René Bernaudeau     |        | France   | 14 min 44 s     |
| 8e   | Stefan Mutter            |        | Suisse   | 16 min 23 s     |
| 9e   | Robert Alban             |        | France   | 16 min 51 s     |
| 10e  | Mariano Martinez         |        | France   | 16 min 52 s     |

## Étapes
| Étape      | Date    | Villes étapes          | type                        | Distance (km) | Vainqueur d'étape  | Leader du classement général |
| ---------- | ------- | ---------------------- | --------------------------- | ------------- | ------------------ | ---------------------------- |
| Prologue   | 21 juin | Mâcon – Mâcon          | prologue                    | 3,6           | Joop Zoetemelk     | Joop Zoetemelk               |
| 1re étape  | 22 juin | Mâcon – Roanne         |                             | 236           | Klaus-Peter Thaler | Klaus-Peter Thaler           |
| 2e étape   | 23 juin | Roanne – Villeurbanne  |                             | 209           | Frits Pirard       | Klaus-Peter Thaler           |
| 3e étape   | 24 juin | Villeurbanne – Avignon |                             | 228           | Bernard Hinault    | Bernard Hinault              |
| 4e étape   | 25 juin | Avignon – Valence      |                             | 217           | Marc Demeyer       | Bernard Hinault              |
| 5e a étape | 26 juin | Bastille – Grenoble    |                             | 138           | Leo van Vliet      | Bernard Hinault              |
| 5e b étape | 26 juin | Bastille – Bastille    | contre-la-montre individuel | 4             | Bernard Hinault    | Bernard Hinault              |
| 6e étape   | 27 juin | Grenoble – Grenoble    |                             | 199,5         | Bernard Hinault    | Bernard Hinault              |
| 7e a étape | 28 juin | Chambéry – Annecy      |                             | 122           | Wilfried Wesemael  | Bernard Hinault              |
| 7e b étape | 28 juin | Annecy – Annecy        |                             | 37,85         | Bernard Hinault    | Bernard Hinault              |